# Берлинское дерби
Берлинское дерби (нем. Berliner Derby) — противостояние футбольных клубов единого Берлина, наиболее значимым из которых в последние годы является дерби «Герты» и «Униона». Данное дерби является главным в едином Берлине.
«Герта» является обладателем 5 престижных титулов: 2 чемпионатов Германии, 2 кубков немецкой лиги и 1 кубка Интертото УЕФА. «Унион» однажды побеждал в кубке Интертото (в 1986 году).

## История

### До объединения Германии
Матчи между берлинскими клубам были редкостью в истории нынешнего германского высшего дивизиона, хотя именно этот город представлен наибольшим числом команд-участниц Бундеслиги. В ходе 1950-х годов началось активное противостояние между западноберлинскими «Гертой» и «Теннис-Боруссией». В 1958 году было представлено предложение об объединении команд, которое было решительно отклонено (263 — против, 3 — за). 16 ноября 1974 года в Бундеслиге произошло первое берлинское дерби между этими двумя командами, окончившееся домашней победой «Герты» Олимпийском стадионе со счётом 3-0 10 мая 1975 года «Герта» в домашней игре снова победила, уже со счётом 2:1. По итогам того сезона Теннис-Боруссия вылетела на один год, в первой игре после её возвращения 13 ноября 1976 года победа была за «Гертой» (2-0), но 16 апреля 1977 года у себя дома TeBe обыграла земляков со счётом 2-1. Все встречи этих команд проходили на Олимпийском стадионе. Через десять лет во Второй Бундеслиге играли три берлинских клуба: вылетевшие из высшего дивизиона «Герта» и «Теннис-Боруссия», и «Блау-Вайсс 1890», сумевший со второго места единственный раз в своей истории выйти в эту лигу. За пять лет до этого существовал так и не осуществившийся план объединения сразу четырёх берлинских команд: Блау-Вайс, Герты, Теннис-Боруссии и Шарлоттенбургом, прозванный критиками «ФК Утопия».
В Восточном Берлине в Оберлиге ГДР берлинские дерби были более распространённым явлением. «Динамо» рассматривалось как команда восточногерманского истеблишмента. Глава Штази Эрих Мильке так сильно поддерживал команду, что за период с 1979 по 1988 год та 10 раз выигрывала чемпионат страны на фоне обвинений в спортивных нарушениях, что вылилось в появление противостояния с берлинским клубом из района Кёпеник «Унион». «Унион» имел репутацию антиистеблишментского клуба, а в среде его поклонников были распространено негативное отношение к ГДР. Тем самым проходившие на постоянной основе столкновения между болельщиками двух команд были неизбежны
Во время разделения страны на Восток и Запад, между болельщиками Герты и Униона укреплялись дружеские отношения: фанаты Герты посещали стадион Ан дер Альтен Фёрстерай, а унионисты присутствовали на играх Герты с командами из ГДР и странами восточного блока. Слоган «Hertha und Union — eine Nation» (Герта и Унион — один народ) был очень популярен среди болельщиков двух команд в годы разделения Германии.
Герта также имела противостояние с берлинским клубом Тасмания 1900 (который провёл один сезон в Бундеслиге в сезоне 1965-66, пока Герта была понижена в классе из-за попытки подкупа игроков, а также по неким политическим мотивам), хотя напряжённость была в основном со стороны Тасмании. Противостояние существует до сих пор, но уже с клубом-наследником Тасмании — СВ Тасмания Берлин.

### После объединения Германии
9 ноября 1989 года состоялось падение Берлинской стены, ознаменовавшее воссоединение Германии и этого города. 27 января 1990 года Герта сыграла у себя дома с Унионом в товарищеский матч со счётом 2-1 на глазах 51 270 человек. После воссоединения страны Унион играл в третьей по значимости футбольной лиге (NOFV-Oberliga Mitte), за время её существования трижды становясь в ней победителем. 8 июля 2009 года на Ан дер Альтен Фёрстерай состоялась товарищеская игра между Унионом и Гертой, в честь повторного открытия стадиона после ремонта, окончившаяся победой Герты со счётом 3-5.

### Эпоха Бундеслиг
В мае 2009 года Унион стала победителем Третьей лиги, тем самым выйдя во Вторую Бундеслигу. По итогам следующего сезона уже Герта вылетела из Бундеслиги. 17 сентября 2010 года берлинские команды впервые сыграли друг с другом в стандартном формате, матч завершился ничьей 1-1 при 18 432 зрителях. В ответном матче, собравшем 74 244 болельщика, Унион обыграл земляков со счётом 2:1. К третьему матчу стало появляться всё больше признаков того, что дружеское дерби переходит в формат настоящего противостояния. После победы Герты со счётом 2-1, вратарь унионистов Кристофер Квиринг оскорбительно назвал болельщиков соперника Весси.
В мае 2019 года Унион впервые в своей истории вышел в Бундеслигу. На фоне первого берлинского дерби за 40 лет, Герта пожелала сыграть игру в 30-юю годовщину падения Берлинской стены (9 ноября 2019 года), но руководство Униона отказалось от этого и выступило за перенос игры на неделю раньше. Матч завершился победой Униона со счётом 1:0. Однако радость игры, охранявшейся 1100 полицейскими, омрачили выходки болельщиков Герты, запускавших пиротехнику по всему полю и на трибуны соперников, также сжигавших майки, футболки и шарфы с эмблемой Униона.

## Список противостояний

### «Динамо» — «Унион»
Соперничество «Динамо» и «Униона» ведёт своё начало с 5 ноября 1966 года, когда команды встретились в чемпионате ГДР по футболу 1966/67. По состоянию на декабрь 2021 года клубы провели друг против друга 36 официальных матчей, из которых 22 выиграло «Динамо», 7 — «Унион», 7 игр завершились вничью. Это футбольное противостояние было главным в Восточном Берлине.

### «Герта» — «Теннис-Боруссия»
Соперничество «Герты» и «Теннис-Боруссии» берёт своё начало 16 ноября 1974 года, когда команды встретились в чемпионате ФРГ по футболу 1974/75. По состоянию на декабрь 2021 года клубы провели друг против друга 12 официальных встреч, из которых 10 выиграла «Герта», 2 — «Теннис-Боруссия». Данное дерби являлось главным в Западном Берлине.

### «Герта» — «Унион»
К концу 2021 года клубы провели между собой 9 официальных матчей, по трижды выиграв и сыграв вничью.